# Slim Chance
Slim Chance war die Band von Ronnie Lane, die dieser nach seinem Weggang von den Faces 1973 gründete.

## Bandgeschichte
Nach kurzer Anlaufzeit gingen sie mit einem Zirkuszelt und Artisten unter dem Namen "The Passing Show" in Großbritannien auf Tour. Das Unternehmen war ein finanzieller Misserfolg, und Lane löste die Band 1974 auf.
Noch im selben Jahr zog Lane die Band in neuer Besetzung wieder auf. Es entstanden einige weitere Aufnahmen. 1976 löste Lane Slim Chance endgültig auf.

## Diskografie

### Singles
- How Come / Tell Everyone Done This One Before (1973)
- The Poacher / Gonna See The King (1974)
- Roll On Babe / Anymore For Anymore (1975)
- What Went Down / Lovely (1975)
- Brother Can You Spare Me A Dime / Ain't No Lady (1975)
- Don't Try'n'Change My Mind / Well Well Hello (1976)

### Alben
- Anymore For Anymore (1974)
- Ronnie Lane's Slim Chance (1975)
- One For The Road (1976)